# أكلبترة هدالية
أكلبترة هدالية (الاسم العلمي:Acalyptris loranthella) هي نوع من الحشرات تتبع جنس الأكلبترة من فصيلة السليلات.